# Бі Джей Армстронг
Бенджамін Рой «Бі Джей» Армстронг (молодший) (англ. Benjamin Roy "B. J." Armstrong Jr.; нар. 9 вересня 1967, Детройт, США) — американський професіональний баскетболіст, що грав на позиції розігрувача-захисника за низку команд НБА. Гравець національної збірної США, триразовий чемпіон НБА.

## Ігрова кар'єра
На університетському рівні грав за команду Айова (1985–1989). Закінчив університет як лідер в історії закладу за кількістю асистів.
1989 року був обраний у першому раунді драфту НБА під загальним 18-м номером командою «Чикаго Буллз». Захищав кольори команди з Чикаго протягом наступних 6 сезонів. 1991 року допоміг команді виграти свій перший чемпіонський титул, перемігши у фіналі НБА «Лос-Анджелес Лейкерс». В наступних двох сезонах знову ставав чемпіоном НБА. 1994 року взяв участь у матчі всіх зірок НБА.
З 1995 по 1997 рік грав у складі «Голден-Стейт Ворріорс».
1997 року перейшов до «Шарлотт Горнетс», у складі якої провів наступні 2 сезони своєї кар'єри.
Наступною командою в кар'єрі гравця була «Орландо Меджик», за яку він відіграв лише частину сезону 1999 року.
Останньою ж командою в кар'єрі гравця стала «Чикаго Буллз», до складу якої він повернувся 1999 року і за яку відіграв один сезон.

## Подальша кар'єра
Після завершення ігрової кар'єри працював помічником віцепрезидента «Чикаго» з баскетбольних операцій Джеррі Краузе. Певний час працював коментатором на ESPN. Також є агентом таких гравців як Деррік Роуз, Дреймонд Грін, Бісмак Бійомбо, Донатас Мотеюнас, Джавел Макгі, Дензел Валентайн та Джош Джексон.

## Статистика виступів в НБА
| † | Позначає сезон, в якому Бі Джей Армстронг ставав чемпіоном НБА |

### Регулярний сезон
| Сезон              | Команда                 | GP  | GS  | MPG  | FG%  | 3P%  | FT%  | RPG | APG | SPG | BPG | PPG  |
| ------------------ | ----------------------- | --- | --- | ---- | ---- | ---- | ---- | --- | --- | --- | --- | ---- |
| 1989–90            | «Чикаго Буллз»          | 81  | 0   | 15.9 | .485 | .500 | .885 | 1.3 | 2.5 | 0.6 | 0.1 | 5.6  |
| 1990–91†           | «Чикаго Буллз»          | 82  | 0   | 21.1 | .481 | .500 | .874 | 1.8 | 3.7 | 0.9 | 0.0 | 8.8  |
| 1991–92†           | «Чикаго Буллз»          | 82  | 3   | 22.9 | .481 | .402 | .806 | 1.8 | 3.2 | 0.6 | 0.1 | 9.9  |
| 1992–93†           | «Чикаго Буллз»          | 82  | 74  | 30.4 | .499 | .453 | .861 | 1.8 | 4.0 | 0.8 | 0.1 | 12.3 |
| 1993–94            | «Чикаго Буллз»          | 82  | 82  | 33.8 | .476 | .444 | .855 | 2.1 | 3.9 | 1.0 | 0.1 | 14.8 |
| 1994–95            | «Чикаго Буллз»          | 82  | 82  | 31.4 | .468 | .427 | .884 | 2.3 | 3.0 | 1.0 | 0.1 | 14.0 |
| 1995–96            | «Голден-Стейт Ворріорс» | 82  | 64  | 27.6 | .468 | .473 | .839 | 2.2 | 4.9 | 0.8 | 0.1 | 12.3 |
| 1996–97            | «Голден-Стейт Ворріорс» | 49  | 17  | 20.8 | .453 | .278 | .861 | 1.5 | 2.6 | 0.5 | 0.0 | 7.9  |
| 1997–98            | «Голден-Стейт Ворріорс» | 4   | 0   | 14.8 | .316 | .000 | .714 | 1.8 | 1.5 | 1.0 | 0.0 | 4.3  |
| 1997–98            | «Шарлотт Горнетс»       | 62  | 0   | 12.5 | .510 | .265 | .860 | 1.1 | 2.3 | 0.4 | 0.0 | 3.9  |
| 1998–99            | «Шарлотт Горнетс»       | 10  | 1   | 17.8 | .488 | .750 | .900 | 1.6 | 2.7 | 0.3 | 0.0 | 5.7  |
| 1998–99            | «Орландо Меджик»        | 22  | 0   | 8.2  | .422 | .143 | .818 | 1.0 | 1.5 | 0.4 | 0.0 | 2.2  |
| 1999–00            | «Чикаго Буллз»          | 27  | 18  | 21.6 | .446 | .448 | .880 | 1.7 | 2.9 | 0.3 | 0.0 | 7.4  |
| Усього за кар'єру  | Усього за кар'єру       | 747 | 341 | 23.8 | .477 | .425 | .856 | 1.8 | 3.3 | 0.7 | 0.1 | 9.8  |
| В іграх усіх зірок | В іграх усіх зірок      | 1   | 1   | 22.0 | .556 | .500 | –    | 1.0 | 4.0 | 0.0 | 0.0 | 11.0 |

### Плей-оф
| Сезон             | Команда           | GP  | GS | MPG  | FG%  | 3P%  | FT%  | RPG | APG | SPG | BPG | PPG  |
| ----------------- | ----------------- | --- | -- | ---- | ---- | ---- | ---- | --- | --- | --- | --- | ---- |
| 1990              | «Чикаго Буллз»    | 16  | 0  | 13.6 | .339 | .000 | .917 | 1.3 | 1.8 | 0.6 | 0.0 | 4.0  |
| 1991†             | «Чикаго Буллз»    | 17  | 0  | 16.1 | .500 | .600 | .800 | 1.6 | 2.5 | 1.1 | 0.1 | 5.5  |
| 1992†             | «Чикаго Буллз»    | 22  | 0  | 19.7 | .453 | .294 | .789 | 1.1 | 2.1 | 0.6 | 0.0 | 7.3  |
| 1993†             | «Чикаго Буллз»    | 19  | 19 | 33.8 | .524 | .512 | .909 | 1.5 | 3.3 | 1.0 | 0.1 | 11.4 |
| 1994              | «Чикаго Буллз»    | 10  | 10 | 36.0 | .519 | .583 | .818 | 2.4 | 2.5 | 0.8 | 0.0 | 15.3 |
| 1995              | «Чикаго Буллз»    | 10  | 10 | 28.8 | .456 | .448 | .818 | 1.8 | 2.7 | 0.6 | 0.0 | 10.3 |
| 1998              | «Шарлотт Горнетс» | 9   | 0  | 16.2 | .381 | .400 | .750 | 1.1 | 2.0 | 0.7 | 0.0 | 4.1  |
| 1999              | «Орландо Меджик»  | 2   | 0  | 1.5  | .000 | –    | –    | 0.0 | 0.5 | 0.0 | 0.0 | 0.0  |
| Усього за кар'єру | Усього за кар'єру | 105 | 39 | 22.5 | .471 | .451 | .832 | 1.4 | 2.4 | 0.8 | 0.0 | 7.9  |